# Ljudska univerza Sežana
Ljudska univerza Sežana je ljudska univerza s sedežem na Bazoviški cesti 9 (Sežana).